# Kirsten Jensen
Kirsten Jensen (ur. 11 marca 1961 w Esbønderup) – duńska polityk i samorządowiec, posłanka do Parlamentu Europejskiego III i IV kadencji.

## Życiorys
Z wykształcenia dziennikarka. Zaangażowała się w działalność polityczną w ramach Socialdemokraterne. Była przewodniczącą organizacji młodzieżowej socjaldemokratów w regionie Frederiksborg Amt i członkinią władz krajowych swojej partii. Od 1983 do 1985 kierowała Międzynarodową Unią Młodych Socjalistów.
W latach 1989–1999 sprawowała mandat posłanki do Parlamentu Europejskiego dwóch kadencji. Pracowała m.in. w Komisji ds. Środowiska Naturalnego, Zdrowia Publicznego i Ochrony Konsumentów, należała do frakcji socjalistycznej, od 1993 jako jej wiceprzewodnicząca. W latach 2000–2007 była dyrektorem ds. projektów w fundacji AIDS-Fondet, a od 2002 do 2006 kierowała jednocześnie organizacją konsumencką Forbrugerrådet. Była radną miejską, a w 2007 została wybrana na burmistrza gminy Hillerød. Stanowisko to zajmowała do 2013, uzyskała wówczas ponownie mandat radnej. Po wyborach w 2017 powróciła na urząd burmistrza; utrzymała tę funkcję również po wyborach z 2021.